# 西岡昌紀
西岡 昌紀（にしおか まさのり、1956年〈昭和31年〉 - ）は、日本の医師、ジャーナリスト、小説家。

## 来歴
東京都生まれ。大田区立山王小学校、東京学芸大学付属世田谷中学校、東京学芸大学附属高等学校、北里大学医学部卒業。（「三つのチーク県の民謡」（文芸社2020年）の著者略歴より）元厚生省医務官。専門は脳神経内科。脳梗塞、パーキンソン病、筋萎縮性側索硬化症など脳神経疾患に関する論文がある。学会発表多数（J-Global参照）。
1990年代後半に、神経内科の領域で 厚生省研究班の班員であった時期がある。日本医事新報に寄稿した「HIVは本当にエイズの原因か？」（日本医事新報 1993年、3619号70-72頁）は、ミルコ・D・ゲルメク著、中島ひかる＋中山健夫訳『エイズの歴史』（藤原書店、1993年）に、中山が訳者解説として寄稿した「エイズ解題」において、4ページに渡って紹介、検討されている（同書、441-444頁）。HIVは、実はエイズの免疫不全の原因ではないのではないか？とするデュースバーグ（Duesberg）らによる欧米医学界の「エイズ代替仮説」についての査読された総論である（HIV感染は、実はエイズの免疫不全の原因ではなく、逆に免疫不全の結果なのではないか？HIVは、既に免疫不全の状態に在る患者に、それ自体が日和見感染として感染するウイルスなのではないか？、等とする欧米医学界の「代替仮説」を紹介、検討している）。2008年雑誌m9によるインタビューの中で、西岡は、英語の言語空間では報じられ、議論されている論争が、日本語の言語空間では全く報じられず、全く議論されていない事例があると述べ、そのひとつの例として、日本のマスコミによる、この「HIVは本当にエイズの原因なのか？」と言う論争の封印を挙げている。
クラシック音楽のマネージャーである父親を通して、ピアニスト スヴャトスラフ・リヒテル、指揮者エフゲニー・ムラヴィンスキー等との知遇を得る。ムラヴィンスキーを、1973年の初来日以来身近に知る数少ない日本人の一人であり、彼の人物像に関する著作（『ムラヴィンスキー／楽屋の素顔』リベルタ出版、2003年）がある他、小説の執筆や社会評論の雑誌寄稿もしている。ネット上では、ミクシイ、Facebook、Twitter等で、実名で意見を発表している。医療費抑制政策に批判的な他、反原発派、地球温暖化懐疑派、親パレスチナ派で、国旗・国歌の法による義務付けには反対するなど、リベラルな発言がある一方、改憲論者、靖国神社国家護持論者、対北朝鮮強硬派でもある。TPP加盟、人権擁護法、外国人参政権には反対の立場を取っている。
STAP細胞問題では、STAP細胞が存在するかしないかは分からないとした上で、小保方晴子がES細胞を使ってSTAP細胞を捏造したとする主張には科学的証拠が無いとする主張を展開。この趣旨から、小保方を擁護する雑誌記事を2回発表している。子宮頸がんワクチン（HPVワクチン）問題では、副反応を心因反応に過ぎないとする村中璃子らの主張を神経内科医の立場から批判している。新型コロナウイルス感染症（COVID-19）では、現場の医師にPCRによる診断を自由に行なわせよと主張して、厚労省を批判している。

### マルコポーロ廃刊事件
1995年、文藝春秋社が発刊していた月刊誌『マルコポーロ』上で、「アウシュビッツのガス室は、ポーランドの共産主義政権もしくは同国を占領支配したソ連による捏造」「ユダヤ人絶滅計画は存在しなかった」とする自説を寄稿。大戦中の収容所におけるユダヤ人大量死の原因は、ガス室による大量殺害ではなく、収容所の衛生状態悪化による発疹チフスの爆発的発生と言う、通説とは全く違う別の悲劇であったと主張した。文藝春秋社は、ユダヤ系人権団体サイモン・ヴィーゼンタール・センター（SWC）とイスラエルからの抗議を受けた（記事で、「アウシュビッツの「ガス室」を捏造した」と名指しされたポーランド大使館は抗議していない）。特に、SWCの抗議は、文藝春秋社全体に対する物に発展した。この結果、文藝春秋社は、著者である西岡に相談しないまま、記事の内容を撤回・謝罪した上、『マルコポーロ』を廃刊にし、編集長であった花田紀凱を解任した（マルコポーロ事件）。西岡自身に対しては同誌廃刊が発表される当日まで何ら抗議や圧力は寄せられなかった。西岡は、文藝春秋社のこの決定に抗議し、1997年には、単行本『アウシュウィッツ「ガス室」の真実・本当の悲劇は何だったのか』（日新報道、1997年）を発表し、再反論している。
このマルコポーロ事件の際には、厚生省（当時）の職員であった為、厚生省上層部から記者会見中止を求められた。それを拒否して記者会見を開いた為、厚生省上層部と険悪な関係に陥った。マルコポーロ事件と同時期に起きた阪神・淡路大震災においては、マルコポーロ事件を理由に、直属の上司から、震災現場での医療ボランティア参加を許可されなかった。この経験から、元厚生省職員として、阪神大震災当時の厚生省（当時）の対応の遅れを繰り返し批判している。
事件についての報道では、日本共産党のしんぶん赤旗と毎日新聞が西岡に対して特に批判的であった他、朝日、読売、日経も、西岡に批判的であった。一方、産経新聞は中立的であった。スポーツ新聞各紙と夕刊フジは、西岡の記事の当否については論評を避けつつも、西岡個人については好意的な取り上げ方をし、暗にSWCと文春の姿勢を「言論弾圧」として批判する姿勢を見せた。また、雑誌では、『フライデー』が、同様に記事の当否についての判断は避けつつも、西岡をかなり好意的に取り上げたほか、当時発行されていた左翼系月刊誌『噂の真相』は、西岡に対して非常に好意的だった。
江川紹子は、月刊『創』1995年4月号に寄稿した「『マルコポーロ』廃刊事件で何が問われたか」において、西岡の記事を支持しないと明言した上で、SWCの抗議の方法については「民主主義のルールを踏み越えていると思う」と書いて批判し、言論の自由という点ではSWCを批判した。
宅八郎は『週刊SPA!』連載「週刊宅八郎」で文藝春秋の『マルコポーロ』謝罪会見を取材しており、また、西岡と対談している。その中で宅は、「『ガス室はなかった』と断ずる説得力を感じなかった」「議論の余地を断つ『廃刊』なんて無責任」「『かなり杜撰な記事だ』と思っている。『証拠がないから歴史にない』と結論するのは乱暴だと思う。しかし、その上で、著者としての西岡の権利が守られるべき」と述べている（95年2月22日号『週刊SPA!』掲載「週刊宅八郎」第8回および95年3月15日号『週刊SPA!』掲載「週刊宅八郎」第11回）。宅は、後に、小林よしのりを批判した座談会本『教科書が教えない小林よしのり』（ロフトブックス・1997年）の座談会に西岡を参加させている。
小林よしのりは、『週刊SPA！』に連載していた「ゴーマニズム宣言」において、マルコポーロ事件を取り上げ、西岡を攻撃した。これに対して、西岡は、1997年に、宅八郎らと共著書「教科書が教えない小林よしのり」（ロフトブックス・1997年）を発表し、小林の記述には、マルコポーロ事件の基本的な事実関係について、事実誤認がある事を指摘し、反論した（小林は、これに反論していない）。これとは別に、西岡は、その後、小林の著書『戦争論』や『脱原発論』については、アマゾンの書評で好意的に取り上げている。
作家の猪瀬直樹と下村満子・元朝日ジャーナル編集長は、事件直後の2月3日、フジテレビの報道番組『パパイヤ』で、記事についての判断は避けつつ、廃刊事件を巡る批判的報道から距離を置く姿勢を示し、特に猪瀬は、ニューズウィーク日本版の過去の記事を引き合いにして、両論併記だったならば、こうした問題提起に問題は無かったのではないか？と言う趣旨のコメントをしている。
長年に渡り、パレスチナ問題を取材して来たフォトジャーナリストの広河隆一は、事件から3年後に発表した自著「パレスチナ難民キャンプの瓦礫の中で／フォト・ジャーナリストが見た三十年」（草思社・1998年）の中で、事件について、次のように書き、西岡に対して、一定の擁護をしている。
「ガス室が存在した証拠がないという説は本当に荒唐無稽なのか。この問題に疑問を呈したり否定したりする文章を掲載することは、広告引き上げの圧力を受けるほどの問題なのか。ホロコーストの検証はタブーなのか・・・・この事件は私たちに多くの問題を投げかけた。」
（広河隆一「パレスチナ難民キャンプの瓦礫の中で／フォト・ジャーナリストが見た三十年」（草思社・1998年）166ページ）
そして、ポーランドのアウシュヴィッツ博物館を取材し、博物館の展示内容について次のような指摘をする。
「展示場を進むと、解放されたときの写真が目を引いた。人々は鉄条網と鉄条網のあいだの細い通路を歩いている。しかしこれは不自然だ。その通路を私も歩いたが、そこは収容所を二重に取り囲む柵の役割をはたしている場所だ。ここを歩いても周囲をまわるだけで、入ったところから出るほかないのだ。解放された人々がこんな場所に入る必然性はまったくないし、連行されてきた人々がこんなところに入りこむ可能性もまったくない。私はその写真の前で長く考えこんだ。これは解放した軍の写真家が、わざわざこういう背景で撮影したのにちがいない。」
（広河隆一・同書159ページ）
そして、その上で
「ホロコーストの真摯な研究を拒絶するべきではないと思う。」
（広河隆一・同書171ページ）と述べて、西岡の立場に一定の支持を与えている。
又、副島隆彦は、この問題に関しては、西岡を支持している。更に、美容整形外科医の高須克弥は、ツイッター上で、マルコポーロ廃刊事件における西岡の主張を支持する発言をしている。

### ホロコースト見直し
西岡は、基本的に『マルコポーロ』に掲載した自説を撤回していない。1997年に出版された自著『アウシュウィッツ「ガス室」の真実・本当の悲劇は何だったのか』の中で、「マルコポーロ」の記事にはサイクロンBの物性や毒性の記述などにおいて部分的な誤りもあったことを認めた上で、
1. ナチスドイツがユダヤ人を差別迫害したことは明白である。
2. しかし、そのドイツと言えど、彼らが、ユダヤ人をただユダヤ人であると言うだけの理由で「絶滅」しようとまでしたとする戦後の主張には証拠が欠けている。
3. 特に、そのような「絶滅計画」の手段として用いられたとされる処刑用ガス室が存在した証拠は全く無い。
4. 収容所でユダヤ人が大量死した悲劇の真の理由は発疹チフスをはじめとする病死である。
5. それを連合国は、ガス室による殺害の結果であったかのように宣伝した。

といった主張を維持している。
2008年のインタビュー発言によれば、西岡は、元々は非常に左翼的な思想の持ち主で、「週刊金曜日の読者の様な左翼」であり、広瀬隆の著作を読む過程で、その近現代史への見直しに影響を受け、第二次世界大戦についての見方を改めたという（広瀬は、『危険な話』や『億万長者はハリウッドを殺す』などで、ナチスが台頭する背景にアメリカの銀行の意向があったことなどを論じている）。また、広河隆一らのパレスチナ・イスラエルに関する著書などから、ナチとシオニストが協力関係にあったことなどを知り、言われている近現代史の内容に疑問を持つに至ったという。
このような疑問を持つ中で、アメリカの左翼系歴史家アーノ・メイヤーが、「アウシュヴィッツで死亡したユダヤ人の多くは実は病死者であった」と論じていることを批判的に報じた記事を1989年に『ニューズウィーク日本版』で読み、「ホロコースト」の内容に疑問を持った、と述べている。

### 「ポーランド現代史の闇」
花田紀凱が編集長であった2015年、『WiLL』2015年6月号で、アメリカのユダヤ系ジャーナリスト、ジョンサック（John Sack）の著書『An Eye for an Eye』（「目には目を」）を取り上げ、戦後共産主義政権下のポーランドで、ポーランドに残留したドイツ民間人が辿った悲惨な運命に光を当てた。この記事の内容は、マルコポーロで取り上げられた「ホロコースト見直し論」の延長上にある物とも言えたが、抗議などは全く寄せられなかった。

### 福島第一原発事故とホルミシス理論
元々反原発派であった事から、福島第一原発事故（2011年3月11日）以後、インターネット上で原発に関する発言を重ねていたが、原発支持派の一部から「低線量放射線は体にいい」とする言わゆる「ホルミシス理論」が唱えられると、「ホルミシス理論」を検証、批判した。2012年の「ここが変だよホルミシス論争」 （『WiLL』2012年11月緊急増刊号）は、「ホルミシス理論」を検証、批判した長文の記事で、原生生物などにおける「ホルミシス効果」は、頭から否定はしないとした上で、「ホルミシス理論」の不合理を指摘、批判した。更に、2014年には「放射線医学する／ここがヘンだよ『ホルミシス理論』」（リベルタ出版・2014年）を発表し、「ホルミシス理論」を「全否定はしない」とした上で、「未証明の仮説」と位置づけ、これを宣伝する保守派の論者達を批判した。又、この時期に、晩年の物理学者・森永晴彦（ミュンヘン工科大学教授）と親交を結び、森永が主宰していた研究会「自由人のエネルギー勉強会」の常連メンバーになっている。

### STAP細胞問題
2014年にSTAP細胞問題が発生すると、月刊WiLLに、「週刊誌、TV 小保方叩きの異常」（『WiLL』2014年6月号 90-99頁）を寄稿し、
1. STAP細胞が存在するかどうかはわからない、
2. 一方、小保方晴子が捏造を行なった証拠も無い、

と言う立場から、STAP細胞問題を巡るマスコミ報道を厳しく批判し、小保方晴子を明確に擁護した。更に、2014年12月26日に、理研がSTAP細胞問題についての報告書を発表すると、理研の調査は、「STAP細胞はES細胞である」と事実上結論付けた理研の主張を証明しておらず、STAP細胞が存在するかどうかは、なおわからない、と言う趣旨の記事（「『小保方殺し』九つの疑問」『WiLL』2015年3月号）を寄稿し、再度、小保方晴子を擁護した。これらの記事の中で、西岡は、STAP細胞は存在するか否か？と言う問題と小保方晴子が有りもしない細胞を捏造したか？と言う問題は、別の問題であり、この2つの問題は、挙証責任の所在が異なる事を強調している。（西岡は、前者の挙証責任は、小保方晴子とその共同研究者に有るが、後者の挙証責任は、理研とマスコミの側にあるとして、マスコミを批判した）STAP細胞問題において、西岡は、佐藤貴彦、渋谷一郎らと共に、小保方晴子を擁護した少数派の一人であったが、彼らの小保方擁護論に対する評価は、大きく分かれた。花田紀凱は、言論テレビ（2014.12.26 「STAP騒動、メディアと理研への疑問」 https://www.youtube.com/watch?v=z522n6QTe8M）で、西岡をゲストとして登場させ、西岡の小保方擁護論を事実上支持した。又、竹田恒秦と田嶋陽子は、「たかじんのそこまで言って委員会」で、STAP細胞問題を取り上げた西岡の記事「『小保方殺し』九つの疑問」（『WiLL』2015年3月号）に肯定的な姿勢を示している。しかし、こうした評価は少数で、マスコミの主流は、理研の報告に肯定的であり、西岡の理研批判の様な指摘は、佐藤貴彦や渋谷一郎の著作と同様、マスコミの主流によっては、取り上げられなかった。なお、小保方叩きが激しかったこの時期に、Facebookに「がんばれ、小保方晴子先生!」と題されたグループを立ち上げたのも西岡である。

### 子宮頸がんワクチン問題
子宮頸がんワクチン（HPVワクチン）の副反応問題については、インターネット上で、神経内科医の立場から、「心因反応」説に疑問を投げかけている。論拠としては、鹿児島大学脳神経内科の高嶋博、荒田仁、らの報告を引用して、同ワクチンで副反応が見られた患者血清から様々な自己抗体が高率に検出されている事を挙げている。又、村中璃子のWedgeの2016年7月号の記事に、ネット上で批判を加えている
こうした議論の中で、医者がインターネット上で医学上の事柄について発言する際は、必ず実名で発言するべきであると主張している。又、「心因反応説」を支持する村中璃子に対しては、利益相反(COI)を明らかにするべきであるとして、村中のCOIを問い正している。

### 日本の科学教育
日本人のノーベル賞受賞ラッシュがニュースとなった2014年秋、日本科学教育の現状を憂慮した「日本の科学教育は大丈夫か」（『WiLL』2014年12月号）を寄稿し、「ゆとり教育」による科学教育の空洞化と英語教育偏重を批判した。日本の科学が発展したのは、科学教育を英語化せず、日本語による科学を守って来たからだと論じ、科学教育の基礎としての国語教育の重要性を強調している。

### 小説
「短編小説集『桜』2017」（文芸社・2017年）、「三つのチーク県の民謡」（文芸社・2020年）
他がある。

## 著作

### 医学雑誌記事
- 「HIVは本当にエイズの原因か？」（日本医事新報1993年、3619号70-72頁） 他

### 著書
- 『アウシュウィッツ「ガス室」の真実・本当の悲劇は何だったのか』日新報道、1997年。
- 『教科書が教えない小林よしのり』ロフトブックス、1997年。（共著）
- 『どうちがうの？-新しい歴史教科書vsいままでの歴史教科書』夏目書房編集部〈夏目BOOKLET〉、2001年。（共著）
- 『ムラヴィンスキー／楽屋の素顔』リベルタ出版、2003年。
- 『放射線を医学する-ここがヘンだよ「ホルミシス理論」』リベルタ出版、2014年。
- 『短編小説集「桜」2017』文芸社、2017年。（小説）
- 『三つのチーク県の民謡』文芸社、2020年。（小説）
- 『オッペンハイマーはなぜ死んだか』飛鳥新社、2021年。

### 雑誌記事
- 「戦後世界史最大のタブー『ナチ・ガス室』はなかった」（『マルコポーロ』 1995年2月号）
- 「『ガス室はなかった』記事執筆の真意/『もともとの関心はメディアの情報操作だった』」（『創』1995年4月号）（談話記事）
- 「私を取材していった人たちについて」（『ず・ぼん : 図書館とメディアの本』2 新泉社、1995年）
- 「生誕100周年 偉大なるロシア人指揮者ムラヴィンスキー来日秘話」（『新潮45』 2003年6月号）
- 「原爆の第一標的は京都だった」（『WiLL』2006年1月号）
- 「西岡昌紀(医師)インタビュー」『m9』 Vol.2 (晋遊舎ムック) 2008/6/26 ISBN 978-4883807826
- 「ここが変だよホルミシス論争」『WiLL』2012年11月緊急増刊号
- 「歴史発掘・スターリンのドイツ侵攻電撃作戦」『WiLL』2013年6月号 94-112頁
- 「週刊誌、TV 小保方叩きの異常」『WiLL』2014年6月号 90-99頁
- 「日本の科学教育は大丈夫か」『WiLL』2014年12月号
- 「『小保方殺し』九つの疑問」『WiLL』2015年3月号
- 「ポーランド現代史の闇」『WiLL』2015年6月号
- 「真珠湾で献花した東條由布子さん」『Hanada』 2017年3月号
- 「ロシア国民の歴史認識『日ソ開戦は日本の攻撃で始まった』」『Hanada』2019年5月号
- 「医療現場を無視する厚労省のPCR検査抑制策」『猫のように生きる』2020年創刊0号
- 「コロナ・バルトーク・ショパン・ブラームス」『ぱるす通信』2020年11月22日号

### 雑誌対談
- 西岡昌紀・橋爪大三郎「『ナチ「ガス室」はなかった』の論理を検証する」（『ず・ぼん : 図書館とメディアの本』2 新泉社、1995年）